# 米德鎮區 (密歇根州梅森縣)
米德鎮區（英語：Meade Township）是位於美國密歇根州梅森縣的一個行政鎮區。

## 地方資料
米德鎮區的面積為97.12平方千米，當中陸地面積為96.89平方千米，而水域面積為0.23平方千米。根據2020年美國人口普查的數據，當地共有人口179人，而人口密度為每平方千米1.84人。